# AGH Wissenschaftlich-Technische Universität

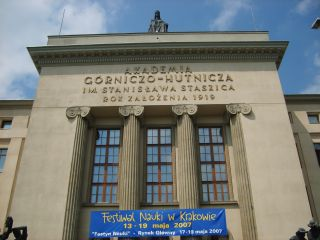
Hauptgebäude der AGH

Die AGH Wissenschaftlich-Technische Universität (polnisch: Akademia Górniczo-Hutnicza im. Stanisława Staszica w Krakowie = Akademie für Bergbau und Hüttenwesen „Stanisław Staszic“ zu Krakau) – kurz AGH – ist die größte technische Universität in der Stadt Krakau mit 23.570 Studenten und 2.154 wissenschaftlichen Mitarbeitern. Sie hat den Ruf einer der besten Universitäten in Polen.
Die AGH Wissenschaftlich-Technische Universität wurde 1919 gegründet und das Hauptgebäude wurde in den Jahren 1923–1935 in Czarna Wieś errichtet. Rektor der Universität ist seit Mai 2020 Jerzy Lis.

## Fakultäten
Die AGH Universität gliedert sich in 16 Fakultäten:
- Fakultät für Bauingenieurwesen und Ressourcenmanagement (Wydział Inżynierii Lądowej i Gospodarki Zasobami)
- Fakultät für Metalltechnik und Industrieinformatik (Wydział Inżynierii Metali i Informatyki Przemysłowej)
- Fakultät für Elektrotechnik, Automatik, Informatik und Biomedizintechnik (Wydział Elektrotechniki, Automatyki, Informatyki i Inżynierii Biomedycznej)
- Fakultät für Informatik, Elektronik und Telekommunikation (Wydział Informatyki, Elektroniki i Telekomunikacji)
- Fakultät für Maschinenbau und Robotik (Wydział Inżynierii Mechanicznej i Robotyki)
- Fakultät für Geologie, Geophysik und Umweltschutz (Wydział Geologii, Geofizyki i Ochrony Środowiska)
- Fakultät für montane Geodäsie und Umweltingenieuswesen (Wydział Geodezji Górniczej i Inżynierii Środowiska)
- Fakultät für Material- und Keramikwissenschaften (Wydział Inżynierii Materiałowej i Ceramiki)
- Fakultät für Gießereitechnik (Wydział Odlewnictwa)
- Fakultät für Nichteisenmetalle (Wydział Metali Nieżelaznych)
- Fakultät für Bohr-, Öl- und Gaswesen (Wydział Wiertnictwa, Nafty i Gazu)
- Fakultät für Management (Wydział Zarządzania)
- Fakultät für Energie und Kraftstoffe (Wydział Energetyki i Paliw)
- Fakultät für Physik und Angewandte Informatik (Wydział Fizyki i Informatyki Stosowanej)
- Fakultät für angewandte Mathematik (Wydział Matematyki Stosowanej)
- Fakultät für Geisteswissenschaften (Wydział Humanistyczny)